# Cycloramphidae
Cycloramphidae – rodzina płazów z rzędu płazów bezogonowych (Anura).

## Zasięg występowania
Rodzaj obejmuje gatunki występujące w południowo-wschodniej Brazylii.

## Podział systematyczny
Do 2006 roku klasyfikowana jako podrodzina świstkowatych (Leptodactylidae); w klasyfikacjach Frosta i współpracowników (2006), Granta i współpracowników (2006) oraz Pyrona i Wiensa (2011) podnoszona do rangi odrębnej rodziny. Do rodziny należą następujące rodzaje:
- Cycloramphus Tschudi, 1838
- Thoropa Cope, 1865